# 瑞応院 (遠野市)
瑞応院（ずいおういん）は、岩手県遠野市にある臨済宗妙心寺派の寺院。山号は鳳徳山。本尊は釈迦如来。

## 概要
当寺は盛岡市北山の聖寿寺の末寺。1653年（承応2年）、遠野南部氏の22代・直栄が娘・万の菩提を弔うために創建した。寺号は万の戒名からとされる。1658年（明暦4年）に山門落慶。現在の本堂は関堂和尚の代、1778年（安永7年）秋に落成。本堂内の廊下及び内陣には鶯張りが施されている。また書院造、隠れ廊下などの建築様式も見られる。また本堂欄間には双龍と天女の彫刻があり、創建当時のものと伝わる。

## 文化財
本堂が1959年（昭和34年）3月10日、市から文化財指定を受けた。

## ギャラリー

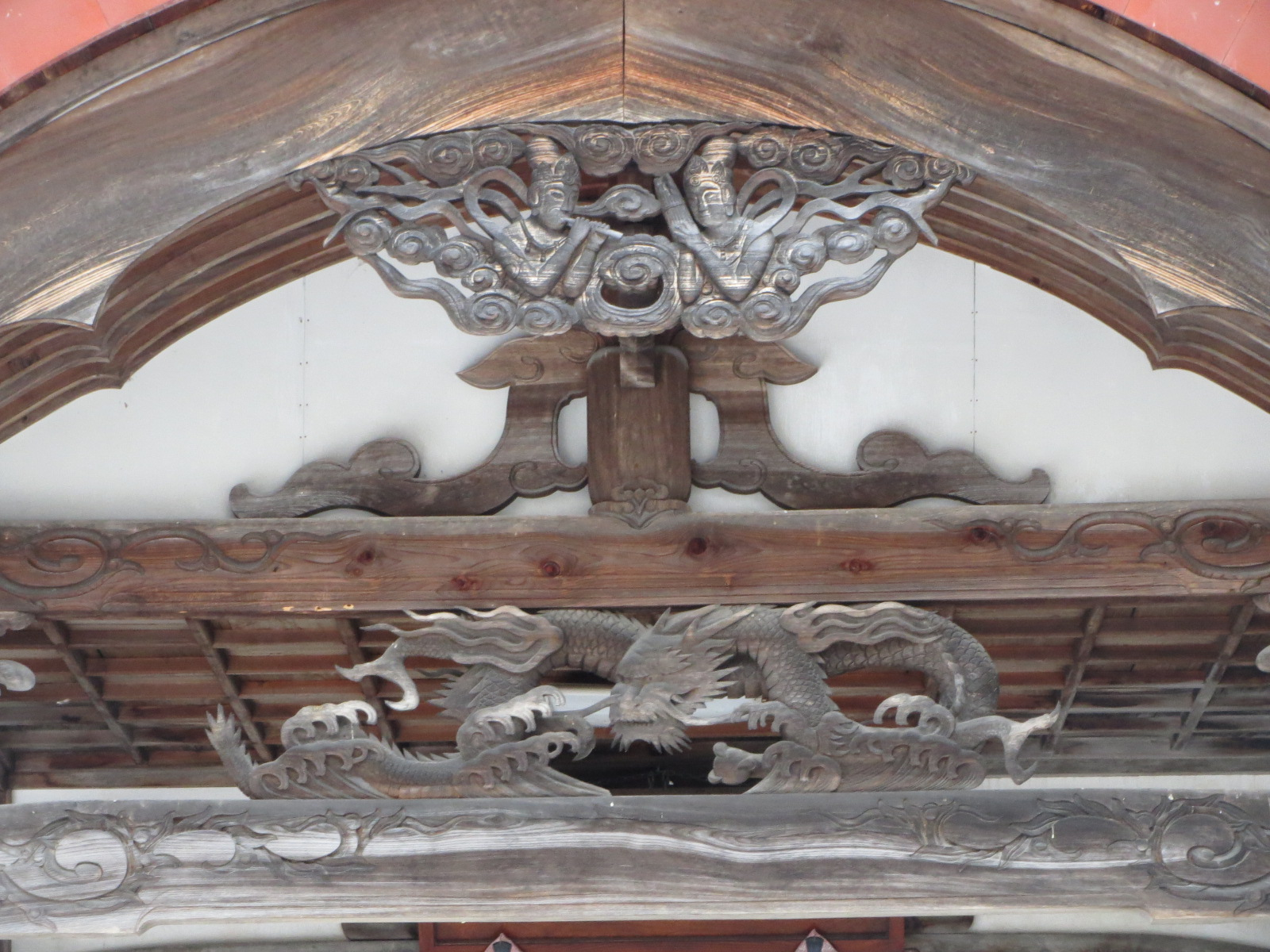
双龍と天女の彫刻

## 交通アクセス
- 釜石線遠野駅より徒歩10分
- 釜石自動車道遠野ICより車で5分